# Porto Argo
Porto Argo è un album musicale di Roberto Tardito, pubblicato nel 2011.

## L'album
Sulla scia dell'album precedente anche questo lavoro viene realizzato con la collaborazione di musicisti di diverse nazionalità, sebbene il risultato finale appaia in generale più asciutto. L'album, pubblicato poco prima del tour europeo del 2011, segna anche il ritorno della collaborazione con Vincenzo Zitello, autore del brano di apertura, Linee di forza.

## Tracce
1. Linee di forza – 4:08 (musica: Vincenzo Zitello)
2. Giulia – 3:46
3. Non facciamo mai niente – 2:54
4. Nell'aria – 3:34
5. Grande è il disordine sotto il cielo – 3:42
6. Tutù – 4:34
7. Laridé – 2:48
8. Penso – 4:20
9. Ottanta cavalli – 4:08
10. Estate – 4:24
11. Tirreno – 2:08

## Formazione
- Patrick Chartol – basso elettrico
- Jean-Philippe Fanfant – batteria
- Daniel Lifermann – shakuhachi
- Barnabe Matsiona – isshakausansun
- David Mirandon – percussioni mediterranee
- Jean-Marc Rohart – fisarmonica
- Roberto Tardito – voce, pianoforte, chitarra acustica e chitarra classica, organo Hammond, percussioni
- Vincenzo Zitello – arpa celtica